# IIHF U20 Challenge Cup of Asia 2013
IIHF U20 Challenge Cup of Asia 2013 byl druhý asijský U20 turnaj v ledním hokeji. Konal se od 7. do 9. června 2013 v Chabarovsku v Chabarovském kraji v Rusku. Turnaje se zúčastnila tři družstva, která hrála jednokolově každé s každým v hale Platinum Arena pro 7100 diváků. Vítězství si připsali junioři Japonska před výběrem Mládežnické hokejové ligy tvořeným domácím klubem Amurští tygři a juniory Jižní Koreje.

## Výsledky
|    |               | Japonsko | MHL Red Stars | Jižní Korea | V | VP | PP | P | VG | OG | B |
| 1. | Japonsko      | ***      | 6:4           | 9:2         | 2 | 0  | 0  | 0 | 15 | 6  | 6 |
| 2. | MHL Red Stars | 4:6      | ***           | 4:0         | 1 | 0  | 0  | 1 | 8  | 6  | 3 |
| 3. | Jižní Korea   | 2:9      | 0:4           | ***         | 0 | 0  | 0  | 2 | 2  | 13 | 0 |